# Van Herzeele

Adellijk geslachtswapen (1818)

Van Herzeele was een Nederlands geslacht dat sinds 1818 tot de Nederlandse adel behoort en in 1960 uitstierf.

## Geschiedenis
De stamreeks begint met de in Antwerpen geboren Jan van Herzeele, wiens kleinzoon Abraham (1580-1633) zich in Hamburg als koopman vestigde. De kleinzoon van Abraham, Jan Jacob (1704-1756), was lid van de in Amsterdam opgerichte firma Van Herzeele. Zijn gelijknamige zoon was lid van de raad van Amsterdam en de vader van de in 1818 in de Nederlandse adel verheven mr. Theodorus van Herzeele (1781-1866). Met een achterkleinzoon van de laatste stierf het adellijke geslacht in 1960 uit.
In 1926 werd het geslacht opgenomen in het genealogische naslagwerk Nederland's Patriciaat.

## Enkele telgen
Jan Jacob van Herzeele (1749-1813), lid raad van Amsterdam
- Johanna Philippina van Herzeele, vrouwe van den Ulenpas (door koop) en Wisch (1849, door koop) (1777-1858); trouwde in 1801 met jhr. mr. François Pierre Guillaume van Schuylenburch, heer van Bommenede (1767-1818) waardoor Ulenpas en Wisch overgingen naar het geslacht Van Schuylenburch
- mr. Theodorus baron van Herzeele (1781-1866), raadsheer Hoge Raad der Nederlanden, in 1818 verheven in de Nederlandse adel, in 1829 werd hem verleend de titel van baron bij eerstgeboorte
  - Willem Frans baron van Herzeele (1821-1899), kamerheer
    - Henri Emile baron van Herzeele (1848-1914)
      - Anton Johan Adriaan baron van Herzeele (1882-1960), na het overlijden van zijn broer in 1930 baron (daarvoor jonkheer), laatste telg van het adellijke geslacht en bekend geworden als mecenas van de dichter dr. P.C. Boutens (1870-1943)[1]

Geslachten die opgenomen zijn in het sinds 1910 verschijnende genealogische naslagwerk Nederland's Patriciaat. Lijst volgens opgave van het CBG Centrum voor familiegeschiedenis.
A · B · C · D · E · F · G · H · I · J · K · L · M · N · O · P · Q · R · S · T · U · V · W · Y · Z